# Off topic
El término off topic («fuera de tema») se refiere a todas aquellas contribuciones que, de alguna manera, no guardan relación con la discusión que dio origen al tema. Se trata de una digresión, pero se prefiere este término fundamentalmente en el contexto de las listas de correo, grupos de noticias, foros de discusión y wikis.
Por cortesía, es común indicar que se está posteando un mensaje off topic añadiendo estas palabras al comienzo del asunto o bien sus siglas OT. Por ejemplo, en un foro que discuta el funcionamiento de Linux, alguien podría publicar un mensaje con el asunto: «OT: ¿habían notado el temblor?».
En muchos casos podemos encontrar en los foros de discusión un lugar dedicado precisamente a temas off topic, es decir, sin relación a los temas de la línea principal del foro, entonces en estricto rigor, off-topic es una sección en donde se tratan temas de corte banal y misceláneo. Por ejemplo, en la sección off topic de un foro de coches podríamos encontrar comentarios de videojuegos (y no necesariamente videojuegos de coches).
Los trolls suelen insertar comentarios off-topic deliberadamente para enfadar a los miembros o secuestrar una discusión.
El antónimo de esta expresión es on topic.